# 新平野駅
新平野駅（しんひらのえき）は、福井県小浜市平野にある、西日本旅客鉄道（JR西日本）小浜線の駅である。

## 歴史
- 1918年（大正7年）11月10日：鉄道院小浜線の十村駅 - 小浜駅間延伸により開業[1]。旅客及び貨物の取扱を開始[1]。
- 1961年（昭和36年）3月1日：貨物の取扱を廃止[1]。
- 1973年（昭和48年）3月15日：荷物扱い廃止[3]。無人化[2]。列車交換設備を撤去。
- 1987年（昭和62年）
  - 4月1日：国鉄分割民営化により、西日本旅客鉄道の駅となる[1]。
  - 11月：駅舎改築[4]。

## 駅構造
敦賀方面に向かって右側に単式ホーム1面1線を有する地上駅（停留所）。金沢支社管理の無人駅で簡易な駅舎が設けられている。自動券売機等の設備はない。かつては行き違い設備を持っており、貨物の取り扱いも行っていた。
駅舎はかつて木造のものであったが、1987年（昭和62年）に現在の駅舎に改築されており、待合室にはトイレや自動販売機が設置されている。

## 利用状況
JR西日本の移動等円滑化取組報告書によると、2023年（令和5年）度の1日平均乗降人員は126人である。
「福井県統計年鑑」によれば、近年の1日平均乗車人員は以下の通り。
| 年度   | 1日平均 乗車人員 |
| ------ | ---------------- |
| 1997年 | 150              |
| 1998年 | 135              |
| 1999年 | 124              |
| 2000年 | 100              |
| 2001年 | 100              |
| 2002年 | 93               |
| 2003年 | 80               |
| 2004年 | 86               |
| 2005年 | 90               |
| 2006年 | 95               |
| 2007年 | 97               |
| 2008年 | 105              |
| 2009年 | 101              |
| 2010年 | 87               |
| 2011年 | 81               |
| 2012年 | 72               |
| 2013年 | 78               |
| 2014年 | 70               |
| 2015年 | 77               |
| 2016年 | 77               |
| 2017年 | 86               |
| 2018年 | 81               |
| 2019年 | 75               |

## 駅周辺
駅から少し離れた南側を国道27号が通り、そこから分岐する福井県道219号線は当駅から北へやや離れた側を通る福井県道24号線へのアクセス道路を担う。駅北側は田畑が大きく広がるが、福井県道24号線付近に集落がある。集落は駅南側にもあり、こちら側には郵便局や商店が建っている。
- 新平野郵便局
- 下舟塚古墳
- 上舟塚古墳
- 白鬚神社
- 桜神社
- 天理教松永分教会
- 平野区公会堂
- いろは出版物流センター
- 国道27号
- 福井県道219号本保平野線
- 西日本JRバス若江線「新平野駅口」停留所
- 北川

## 隣の駅
西日本旅客鉄道（JR西日本）
■小浜線
上中駅 - 新平野駅 - 東小浜駅